# Korenčkov palček
Korenčkov palček je naslovni literarni lik slovenske sodobne pravljice v slikanici z istoimenskim naslovom, ki jo je napisala pisateljica Svetlana Makarovič, prvič pa je izšla leta 1989.

## Odlomek
Jarmila, ki je videla Korenčkov hrepeneči pogled, je predlagala:

-Naj te prenesem čez, Korenček?

Seveda je bil Korenček navdušen. Zajahal je Jarmilo, se je krepko oprijel, pa sta se spustila v vodo ...

-To bi Sapramiška gledala, če bi tole videla, bolj ko bi videla, bolj bi gledala in bolj ko bi gledala, bolj bi videla, je bil navdušen palček in pri tem čisto pozabil, da sta z miško pravzaprav skregana ...
Svetlana Makarovič (2007). Korenčkov palček. Ljubljana: Aleph/114, str. 16

## Kratka obnova zgodbe
Zgodba pripoveduje o Korenčkovem palčku, ki s prijateljico Sapramiško živita na korenčkovi gredi. Korenček (tako ga Svetlana nadalje v zgodbi imenuje) sam pogumno mahne v neznani svet, povod za to pa je bil spor s Sapramiško. Na poti sreča sončnice, kačo Jarmilo, kukavca, palčka Praprotnika in njegovo prijateljico Črnomiško, Ščeperja in še veliko drugih bitij. Korenček se je imel odlično, a ob koncu dneva je kljub vsemu pogrešal svojo miško - in ona njega.

## Predstavitev literarnega lika
Korenčkov palček je literarni lik, ki predstavlja sodobnega otroka in skozi celotno zgodbo kaže vse lastnosti le-tega. Sapramiška, kača Jarmila, kukavec in ostala bitja predstavljalo like odraslih ljudi, ki imajo le stransko vlogo. Korenček pokaže svojo trmo in jezo in se sam junaško odpravi v širni svet, potem ko se s Sapramiško skregata. Kmalu podleže svoji naivnosti, saj je prepričan, da mu sončnice kažejo pravo smer. Korenček kaže tudi navidezno junaškost (kot otroci), ko kukavcu prepričljivo zatrdi, da se ga ni ustrašil, kljub temu da je očitno zelo strah. Tipični otroški strah se še bolj pokaže, ko se Korenček ustraši kače Jarmile in ko zvečer ne najde poti domov. Kljub temu da Korenček skozi celotno zgodbo z otroško igrivostjo tava po svetu, vseskozi hrepeni, da bi se vrnil domov, k svoji Sapramiški.

## Dramska uprozoritev
Prvič je bila pravljica uprizorjena kot lutkovna predstava leta 1989 v Lutkovnem gledališču Ljubljana v režiji Slavka Hrena.
Tam na vrtni gredi,

tam midva živiva,

jaz – Korenčkov palček

in pa miška siva.

Ko s korenjem se sladkava,

imenitno se imava,

se vse bolj in bolj rediva,

jaz in moja miška siva,

jaz in Sapramiška siva.

Vsak sladak korenček nov

razdeliva si napol:

Sapramiška pol pohrusta,

a korenčkov sladki repek

je za moja usta!
(iz Arhiva LGL)

## Analiza
Zgodba Korenčkov Palček je sodobna pravljica - dogaja se v sodobnem času.
Tema je Korenčkovo srečanje s svetom, prvi odhod iz varnega zavetja in otroško doživljanje sveta. Njegova vloga prikazuje vsakdanje dogajanje sodobnega otroka. Za tip sodobne pravljice so značilni liki odraslih oseb: v zgodbi so to stranske vloge  Sapramiške, Jarmile, kukavca, palčka Praprotnika, sončnic in drugih.
Povod za vstop v fantastično deželo je tipično realen - konflikt in stiska.
Zgodba poteka v linearnem dogajanju. Začetek in sklep si sledita enako kot v resničnem svetu vsakdanjika sodobnega otroka (Korenček je v konfliktnem položaju s Sapramiško, tako kot so otroci večkrat z odraslimi; ob koncu dneva jo že zelo pogreša in si želi domov, tako kot si večino otrok želi domov k staršem, ko dan preživijo brez njih ...), osrednji del pa poteka v domišljijskem svetu, ko se Korenček sam odpravi v neznano in vseskozi spoznava razna bitja ter se z njimi spoprijatelji.